# ساربانلر
ساربانلر ، روستایی از توابع بخش صالح‌آباد شهرستان بهار در استان همدان ایران است.

## جمعیت
این روستا در دهستان صالح‌آباد قرار دارد و براساس سرشماری مرکز آمار ایران در سال ۱۳۹۵، جمعیت آن ۳۴۲ نفر (۱۰۷خانوار) بوده‌است.